# Паксіко (Міссурі)
Паксіко (англ. Puxico) — місто (англ. city) в США, в окрузі Стоддард штату Міссурі. Населення — 873 особи (2020).

## Географія
Паксіко розташоване за координатами 36°57′2″ пн. ш. 90°9′31″ зх. д. / 36.95056° пн. ш. 90.15861° зх. д. (36.950489, -90.158688).  За даними Бюро перепису населення США в 2010 році місто мало площу 1,75 км², з яких 1,73 км² — суходіл та 0,02 км² — водойми.

## Демографія
Згідно з переписом 2010 року, у місті мешкала 881 особа в 364 домогосподарствах у складі 227 родин. Густота населення становила 505 осіб/км².  Було 429 помешкань (246/км²).
Расовий склад населення:
| - 97,0 % — білих - 1,1 % — корінних американців - 0,1 % — вихідців з тихоокеанських островів - 0,1 % — чорних або афроамериканців - 0,1 % — азіатів |

До двох чи більше рас належало 1,5 %. Частка іспаномовних становила 1,5 % від усіх жителів.
За віковим діапазоном населення розподілялося таким чином: 24,0 % — особи молодші 18 років, 53,1 % — особи у віці 18—64 років, 22,9 % — особи у віці 65 років та старші. Медіана віку мешканця становила 40,6 року. На 100 осіб жіночої статі у місті припадало 85,9 чоловіків;  на 100 жінок у віці від 18 років та старших — 75,9 чоловіків також старших 18 років.
Середній дохід на одне домашнє господарство  становив 40 955 доларів США (медіана — 34 018), а середній дохід на одну сім'ю — 50 957 доларів (медіана — 41 964). Медіана доходів становила 31 563 долари для чоловіків та 22 344 долари для жінок. За межею бідності перебувало 21,0 % осіб, у тому числі 26,4 % дітей у віці до 18 років та 8,1 % осіб у віці 65 років та старших.
Цивільне працевлаштоване населення становило 242 особи. Основні галузі зайнятості: освіта, охорона здоров'я та соціальна допомога — 32,2 %, роздрібна торгівля — 18,6 %, виробництво — 15,7 %.